# ショーン・ワイヌイ
ショーン・ワイヌイ（Sean Wainui、1995年10月23日 - 2021年10月18日）は、ニュージーランドの元ラグビー選手。

## プロフィール
- ニュージーランド・ワッタツツ出身[1]。
- ポジションはウィング(WTB)、センター(CTB)。
- 身長 191cm、体重 102kg
- U20ニュージーランド代表に選ばれたことがある[2]。
- マオリ・オールブラックスに選ばれたことがある[3]。
- 2021年6月のワラターズ戦でスーパーラグビー史上初の5トライを決めた[4]。

## 略歴
タラナキ、クルセイダーズ、チーフスを経て、2021年、ベイ・オブ・プレンティに加入。
同年10月18日、車で木に衝突する交通事故で死去(享年25歳)。